# 2017년 두산 베어스 시즌
2017년 두산 베어스 시즌은 두산 베어스가 KBO 리그에 참가한 19번째 시즌으로, OB 베어스 시절까지 합하면 36번째 시즌이다. 김태형 감독이 팀을 이끈 3번째 시즌이며, 김재호가 주장을 맡되, 부재 시 김재환과 오재원이 임시 주장을 맡았다. 팀은 최종전까지 이어진 선두 경쟁 끝에 10팀 중 정규시즌 2위에 오르며 3년 연속으로 포스트시즌에 진출했다. 이후 플레이오프에서 NC 다이노스를 3승 1패로 꺾었으나, 한국시리즈에서 KIA 타이거즈에게 1승 4패로 져 통합 준우승을 기록했다.

## 코치
- 한용덕, 강동우, 강석천, 강인권, 공필성, 이용호, 전형도, 최경환

## 타이틀
- 월드 베이스볼 클래식 국가대표: 장원준, 이현승, 양의지, 김재호, 허경민, 오재원, 박건우, 민병헌
- 아시아 프로야구 챔피언십 은메달: 이강철(코치), 김명신, 함덕주, 장승현, 류지혁
- 일구상 의지노력상: 김강률
- 조아제약 프로야구대상 최고투수상: 장원준
- 조아제약 프로야구대상 헤포스상: 박건우
- 스포츠서울 올해의 프런트상: 이복근
- ADT캡스 수비상: 오재일 (1루수), 허경민 (3루수)
- 웰컴톱랭킹 7월 타자 1위: 김재환
- 웰컴톱랭킹 9월 타자 1위: 오재일
- 카스포인트 어워즈 투수 2위: 장원준
- 카스포인트 어워즈 타자 1위: 김재환
- 플레이오프 MVP: 오재일
- 포브스 구단가치 평가 1위: 두산 베어스 (1822억)
- 올스타 선발: 니퍼트 (선발투수), 이현승 (구원투수), 양의지 (포수), 최주환 (2루수), 김재호 (유격수), 민병헌 (외야수 2위)
- 올스타전 추천선수: 에반스
- 올스타전 퍼펙트피처 우승: 이현승
- OSEN 선정 포지션별 역대 최고 외인: 니퍼트 (선발투수)
- 컴투스프로야구 두산 베어스 베스트 라인업: 김재환 (지명타자)
- WAR: 김재환 (6.98)
- 타격 WAR: 김재환 (7.33)
- 출장(타자): 김재환 (144)
- 루타: 김재환 (328)
- 고의4구: 김재환 (10)
- 마무리등판: 이용찬 (52)
- 완투: 유희관 (2)
- 멀티히트: 김재환, 박건우 (56)
- 장타: 김재환 (71)
- 추정 득점: 김재환 (128.6)
- 투구 수: 니퍼트 (3161)
- 경기 당 투구 수: 니퍼트 (105.4)

### 퓨처스리그
- 아시아 윈터 베이스볼 리그 준우승: 방건우, 홍성호
- 플레이어스 초이스 어워드 퓨처스리그 우수선수상: 이성곤
- 퓨처스 올스타: 방건우, 김민혁, 이우성, 김인태
- 북부리그 3루타: 김인태 (7)
- 북부리그 사구: 이성곤 (9)

## 선수단
- 선발투수: 장원준, 니퍼트, 함덕주, 유희관, 보우덴, 고원준
- 구원투수: 김강률, 김명신, 김승회, 이현승, 이영하, 장민익, 성영훈, 조승수, 이용호, 임진우, 김성배, 안규영, 홍상삼, 박치국, 이현호
- 마무리투수: 이용찬, 고봉재, 전용훈
- 포수: 양의지, 박세혁, 최재훈, 박유연
- 1루수: 오재일, 김민혁, 신성현
- 2루수: 최주환, 오재원
- 유격수: 김재호, 류지혁, 황경태, 서예일
- 3루수: 허경민
- 좌익수: 김재환, 이성곤
- 중견수: 박건우
- 우익수: 민병헌, 조수행, 정진호, 김인태, 이우성, 국해성
- 지명타자: 에반스

## 여담
- 조승수는 6월 27일 SK 와이번스와의 경기에 등판한 것이 이 시즌의 유일한 등판이자 프로 통산 마지막 등판이었는데, 이 경기에서 아웃카운트 없이 몸에 맞는 볼만 두 차례 내주고 강판되었다.
- 니퍼트는 KBO 올스타전 사상 첫 외국인 승리투수가 되었다.
- 유희관은 싱커 1081구를 던져 2013년 이후 KBO 리그 역대 단일 시즌 최다 기록을 세웠다.
- 유희관은 이 시즌 2013년 이후 KBO 리그에서 규정 이닝을 채운 투수 중 단일 시즌 루킹 스트라이크 비율이 가장 높았다.
- 김재환은 좌중간 타구 타율 0.481로 2013년 이후 규정 타석 충족 타자 중 단일 시즌 최고 기록을 세웠다.
- 전용훈, 서예일은 경찰 야구단 마지막 기수로 입대했다.
- 10월 13일에 파주 챌린저스의 투수 김호준과 현도훈을 영입했다. 이로써 이들은 파주 챌린저스에서 프로로 직행한 첫 선수들이 되었다.
- 오재일은 포스트시즌에서 홈런 6개를 쳐 KBO 리그 역대 단일 포스트시즌 최다 홈런 기록을 세웠다.
- 니퍼트는 포스트시즌에서 16실점 15자책점을 기록해 KBO 리그 역대 단일 포스트시즌 최다 실점, 자책점 기록을 세웠다.